# Dorohusk
Dorohusk (ukrainisch Дорогуск Dorohusk) ist ein Dorf in der ostpolnischen Woiwodschaft Lublin im Powiat Chełmski mit etwa 500 Einwohnern. Es ist Sitz der gleichnamigen Landgemeinde.

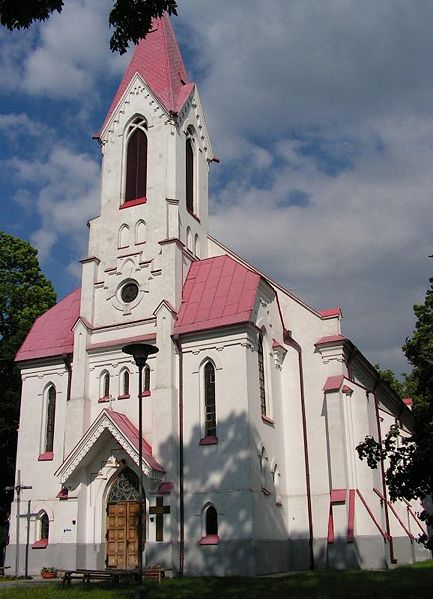
Die 1821 erbaute Pfarrkirche von Dorohusk

## Geographie
Das Dorf liegt 24 km östlich von Chełm unweit vom Ufer des Westlichen Bugs an der Außengrenze der Europäischen Union zur Ukraine. Durch das Dorf läuft die Droga ekspresowa S12 / E 373 und die Bahnstrecke Kowel–Zawadówka.
Am Straßen-Grenzübergang und dem Grenzbahnhof Dorohusk wird der Verkehr zum ukrainischen Grenzübergang Jahodyn (Ягодин) abgewickelt.
Die erste schriftliche Erwähnung der Ortschaft stammt aus dem Jahr 1246.

## Gemeinde
In der Landgemeinde Dorohusk mit 192,4 km² Fläche leben etwa 6500 Einwohner.